# Gabriel Balart
Gabriel Balart i Crehuet (Barcelona, España, 8 de junio de 1824 - 5 de julio de 1893) fue un compositor, director de orquesta y pedagogo español.
A los siete años empezó a estudiar solfeo, piano y violín con Francesc Sala. Posteriormente, Antoni Pasarell le enseñó composición y violín. En 1842 fue a París, a ampliar estudios con Delphin Alard y con el operista italiano Michele Caraffa; obtuvo el Premio Extraordinario del Conservatorio. En 1849 se trasladó a Milán, donde conoció la música escénica de la época y se hizo cargo de la dirección del Teatro del Rey, uno de los mejores teatros de ópera de la época. Se estableció definitivamente en Barcelona en 1853, y se dedicó a la enseñanza; también dirigió óperas, tanto en Barcelona como en Madrid.
Dirigió el estreno de la apertura de la ópera Rienzi, de Richard Wagner en el Liceo de Barcelona el 6 de febrero de 1874. En 1886 cesó su producción como compositor, a resultas de haber sido nombrado profesor de armonía y composición en el Conservatorio del Liceo de Barcelona. Más adelante fue el segundo director en la historia de la institución, al reemplazar a Mariano Obiols; conservó el cargo hasta la muerte.
En su estancia italiana compuso algunas óperas, pero sin mucho eco. A partir de mediados de los años 50 empezó a escribir zarzuelas, algunas con bastante éxito, como Amor y arte, Los diamantes negros, Los guardias del rey de Siam y Rival y duende. Además, también fue autor de varias sinfonías, dos himnos, coros y música de salón.

## Obras
- Las aleluyas vivientes: revista diorámica de 1867 (1868), con letra de José María Gutiérrez de Alba
- Barcarola para voz de tenor
- La Concepción: sinfonía para gran orquesta
- Fantasía elegíaca: para gran orquesta y voces. Existe una versión para piano a cuatro manos (ca. 1890)
- La pesca: barcarola para voz de tenor
- La polka de Prim, para piano
- La prigione di Edimburgo, ópera
- Raquel: vals lento, para orquesta
- Tamino: vals, para piano. Extraído de la zarsuela El tulipán de los mares
- Zahara: pasodoble, para orquesta

## Zarzuelas
- La almoneda del diablo: comedia de magia (1884), con letra de Rafael Cerach.
- El amor por los cabellos: juguete cómico-lírico en un acto y en verso (1865), con letra de Salvador Granés.
- Amor y arte (1862), en tres actos, con libreto de José Zorrilla. También se la denomina Barón en amor y arte.
- Así en la tierra como en el cielo (1863). Zarzuela en tres actos Cuenta con la habanera Mamá que me pongo mala. Letra de Salvador Granés.
- Un consejo de guerra (1865), en dos actos, libreto de Pantaleón Moreno Gil.
- Los diamantes negros (1863), en tres actos, libreto de Emilio Álvarez.
- El que va a morir te saluda: juguete cómicolirico (1865), en un acto, libreto de Juan Belza.
- Los guardias del Rey de Siam (1863), en un acto, letra de Miguel Pastorfido.
- El hostalero de Ricla (1873), en tres actos.
- La madre de los pobres (1866), en un acto.
- Maese Gorgorito, o, el teatro y el convento (1869), en dos actos, letra de José María Gutiérrez de Alba.
- Un marido sobre acuas (1864), en un acto, libreto de Juan Belza.
- El rapacín de Candás (1862), en un acto, libreto de Francisco García Cuevas.
- Rival y duende (1863), en tres actas, libreto de Pantaleón Moreno Gil.
- El tulipán de los mares: zarzuela bufa en 4 actos (1873).
- Un viaje a la Cochinchina (1875), en un acto, en colaboración con Emilio Arrieta y libreto de Miguel Pastorfido.